# Paisagem - Saint-Sauves
Paisagem - Saint-Sauves é um óleo sobre tela da autoria do pintor português Henrique Pousão. Pintado em 1881 e mede 46 cm de altura e 65,5 cm cm de largura.
A pintura pertence ao Museu Nacional de Soares dos Reis de Porto.